# Pavel Míča
Pavel Míča (* 22. únor 1987, Třebíč) je český hokejový brankář. Svou hokejovou kariéru zahájil i ukončil v Horácké Slavii Třebíč. 24. srpna 2012 ukončil aktivní kariéru, v současné době hraje už jen v MHL v Moravských Budějovicích.

## Hráčská kariéra
- 2004/2005 SK Horácká Slavia Třebíč (jun.)
- 2005/2006 SK Horácká Slavia Třebíč (jun.)
- 2006/2007 SK Horácká Slavia Třebíč (jun.)
- 2007/2008 SK Horácká Slavia Třebíč (1. liga)
- 2007/2008 HC Pelhřimov (2. liga)
- 2007/2008 HC Pelhřimov (2. liga,p-o)
- 2008/2009 SK Horácká Slavia Třebíč (1. liga)
- 2008/2009 SK Horácká Slavia Třebíč (1. liga, playout)
- 2008/2009 HHK Velké Meziříčí (2. liga)
- 2009/2010 SK Horácká Slavia Třebíč (1. liga)
- 2009/2010 HC Pelhřimov (2. liga)
- 2010/2011 SK Horácká Slavia Třebíč (1. liga)
- Celkem v 1. lize: 34 zápasů, 67 inkasovaných gólů. (ke konci sezony 2010/2011).[1]